# The Scott Brothers
I The Scott Brothers sono un duo musicale statunitense, composto dai fratelli Jonathan e Drew Scott.

## Carriera
I gemelli Scott hanno formato nel 2015, un progetto di duo musicale pop, rock e country chiamato The Scott Brothers, pubblicando vari singoli, accoppiati con video musicali.
Come parte del loro show Property Brothers: At Home on the Ranch, i fratelli, insieme ai cantautori di Nashville Victoria Shaw e Chad Carlson, hanno scritto e registrato due singoli country che hanno debuttato durante il terzo e quarto episodio della serie. I singoli Hold On e Let the Night Shine In sono stati pubblicati su varie piattaforme musicali, tra cui iTunes, Amazon.com e Google Play. Entrambe le canzoni sono state scritte dai fratelli insieme a Victoria e Chad. Hold On ha raggiunto la posizione nº 38 nella classifica Hot Country Songs di Billboard ed è stato accompagnato da un video musicale che ha più di 5 milioni di visualizzazioni su Vevo. Hanno anche pubblicato una cover della canzone di Flo Rida My House con Eric Paslay, pubblicandola poi il 12 gennaio 2017.

## Formazione
- Drew Scott (2015-attuale)
- Jonathan Scott (2015-attuale)

## Discografia

### Singoli
Come The Scott Brothers
- Let the Night Shine In (SB Records, 24 novembre 2015)
- Hold On (SB Records, 10 febbraio 2016)
- Home (SB Records, 16 maggio 2016)
- My House (SB Records, 12 gennaio 2017) – accreditato come The Scott Brothers feat. Eric Paslay - cover del singolo di Flo Rida.

Drew Scott
- You Chose Me (2 giugno 2018) - (accreditato come singolo di Drew Scott)
- Desperate Reno (5 luglio 2018) - (accreditato come singolo di Drew Scott feat. Dirty Plaid) - una parodia comica della canzone Despacito di Luis Fonsi.